# Shawn Beveney
Shawn Beveney (nacido en Georgetown, Guyana, el 27 de marzo de 1982) es un futbolista internacional guyanés que se desempeña en el terreno de juego como delantero y su equipo actual es el Heybridge Swifts F.C de la Isthmian League de Inglaterra.

## Trayectoria
Debutó en 1999 con el Western Tigers de su país. Estuvo en dicho club hasta el 2005. Al año siguiente, se le presentó la primera oportunidad de jugar en el extranjero, jugando para el North East Stars de Trinidad y Tobago. Estuvo poco tiempo, ya que emigró al fútbol inglés. En dicho país jugó en varios equipos de ligas inferiores hasta el año 2010, cuando pegó la vuelta a la liga trinitaria, esta vez jugando para el Caledonia AIA.
En junio de 2012, regresó al fútbol inglés, al fichar por el Cray Wanderers FC.

## Selección nacional
Jugó su primer partido con la selección el 15 de febrero de 2004 frente a Barbados en un amistoso.
El 26 de febrero de 2006, Beveney se destapó como goleador anotando sus dos primeros goles contra Antigua y Barbuda.
Ha participado en cuatro ediciones de la Copa del Caribe: 2007, 2008, 2010 y 2012.
Asimismo, participó en tres ediciones clasificatorias a la Copa Mundial: 2006, 2010 y 2014. En esta última anotó un gol: contra Barbados en Georgetown (triunfo 2-0).
Ha anotado 7 goles en 40 partidos jugados.

## Clubes
| Club                  | País              | Año           |
| --------------------- | ----------------- | ------------- |
| Western Tigers FC     | Guyana            | 1999 - 2005   |
| North East Stars      | Trinidad y Tobago | 2005 - 2006   |
| Dulwich Hamlet FC     | Inglaterra        | 2006 - 2007   |
| Kingstonian FC        | Inglaterra        | 2007 - 2008   |
| Cray Wanderers FC     | Inglaterra        | 2008 - 2009   |
| Ashford Town FC       | Inglaterra        | 2009 - 2010   |
| Dulwich Hamlet        | Inglaterra        | 2010 - 2011   |
| Cray Wanderers FC     | Inglaterra        | 2011 - 2012   |
| Caledonia AIA         | Trinidad y Tobago | 2012 - 2013   |
| Montego Bay United FC | Jamaica           | 2013 - 2014   |
| Cray Wanderers FC     | Inglaterra        | 2014-2015     |
| Enfield Town F.C      | Inglaterra        | 2015-2016     |
| Brentwood Town F.C.   | Inglaterra        | 2016-2017     |
| Heybridge Swifts F.C. | Inglaterra        | 2017-presente |